# Processa famelica
Processa famelica is een garnalensoort uit de familie van de Processidae. De wetenschappelijke naam van de soort is voor het eerst geldig gepubliceerd in 1991 door Manning & C.W.J. Hart.